# Regno Quiché di Q'umarkaj
Il regno Quiché di Q'umarkaj fu uno Stato situato negli altopiani dell'attuale Guatemala fondato dai Maya Quiché nel XIII secolo e che si espanse fino al XV secolo quando fu conquistato dalle forze spagnole guidate da Pedro de Alvarado nel 1524.
Il regno Quiché raggiunse l'apice sotto la guida di re K'iq'ab, che regnò dalla città fortificata di Q'umarkaj  nei pressi dell'attuale Santa Cruz del Quiché. In questo periodo i Quiché governavano grandi aree guatemalteche ed alcune del Messico ed avevano sottomesso altri popoli Maya.

## Fonti storiche
La storia del regno Quiché è descritta in numerosi documenti scritti in età post-coloniale in spagnolo ed in lingue indigene, come la lingua Quiché classica e la lingua Kaqchikel. Tra le fonti più importanti si trova il Popol Vuh che, oltre alla ben nota mitologia, contiene anche una parte storica e genealogica della linea reale dei Kaweq, ed il Título de Totonicapán. Le informazioni prese da questi documenti possono essere controllate equiparandole a quelle degli Annali dei Cakchiquel che raccontano la storia dei vassalli Kaqchikel e dei successivi nemici dei Quiché. Molti altri títulos, come quello di Sacapulas, il C'oyoi, Nijaib e Tamub, raccontano la storia dei Quiché dal punto di vista di una determinata dinastia Quiché. Tra le altre fonti si trovano gli scritti dei conquistadores e degli ecclesiastici, ed i documenti amministrativi coloniali.

## Storia

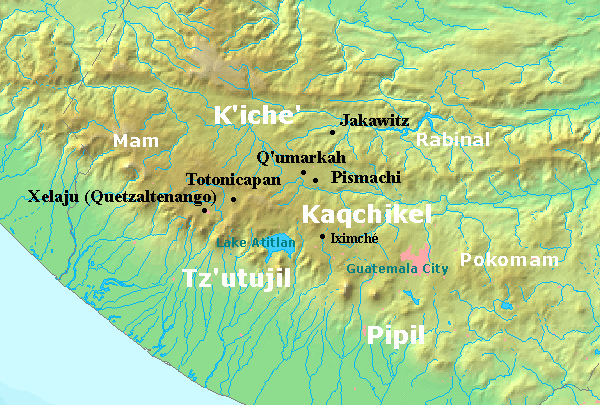
Mappa del Guatemala meridionale del periodo post-classico, con indicati i principali centri urbani Quiché (in nero) e gli altri gruppi etnici (in bianco)

### Origini
I Maya Quiché abitarono le zone montuose  del Guatemala fin dal 600 a.C., ma la storia documentata del regno inizia da quando alcuni stranieri provenienti dal Golfo del Messico entrarono nel territorio passando dal Río Pasión, attorno al 1200 d.C. Questi invasori sono conosciuti come "antenati Quiché" dato che furono loro a fondare le tre linee dinastiche del regno Quiché. Gli invasori erano composti da sette tribù: le tre dinastie Quiché (Nima K'iche', Tamub e Ilok'ab), gli antenati di Cakchiquel, Rabinal, Tz'utujil, ed una settima tribù chiamata Tepew Yaqui.

### Fondazione (ca. 1225-1400)
Gli "antenati" sconfissero gli indigeni fondando la capitale a Jakawitz, nella valle del Chujuyup. In questo periodo Caqchikel, Rabinal e Tzjutujil erano alleati dei Quiché e subordinati al loro re. Le lingue dei quattro popoli erano molto simili ma i contatti tra di loro diminuirono per poi azzerarsi del tutto e le lingue si diversificarono trasformandosi nelle attuali versioni.
Dopo la conquista e la fondazione di Jakawitz sotto a Balam Kitze, i Quiché ora governati da Tz'ikin occuparono il territorio dei Rabinal e sottomisero i Poqomam con l'aiuto dei Caqchikel. Si diressero quindi a sud-ovest per fondare Pismachi, dove fu costruito un grande centro rituale. A Pismachi regnavano sia K'oqaib che K'onache, ma ben presto i conflitti tra le due dinastie scoppiarono, ed infine i Ilok'abs lasciarono Pismachi insediandosi nella vicina città di Mukwitz Chilok'ab. Durante il regno dell'ahpop ("uomo dello stoino" - titolo del re Quiché) K'otuja, i Ilok'abs si ribellarono contro il potere dei Nima K'iche' ma furono sconfitti. I K'otuja espansero l'influenza dei Quiché prendendo il controllo politico di Caqchikel e Tz'utujil, sposandone le donne delle dinastie nobiliari.

### Quq'kumatz (Piuma Tranquilla) e K'iq'ab (Molti Rami) (ca. 1400-1475)

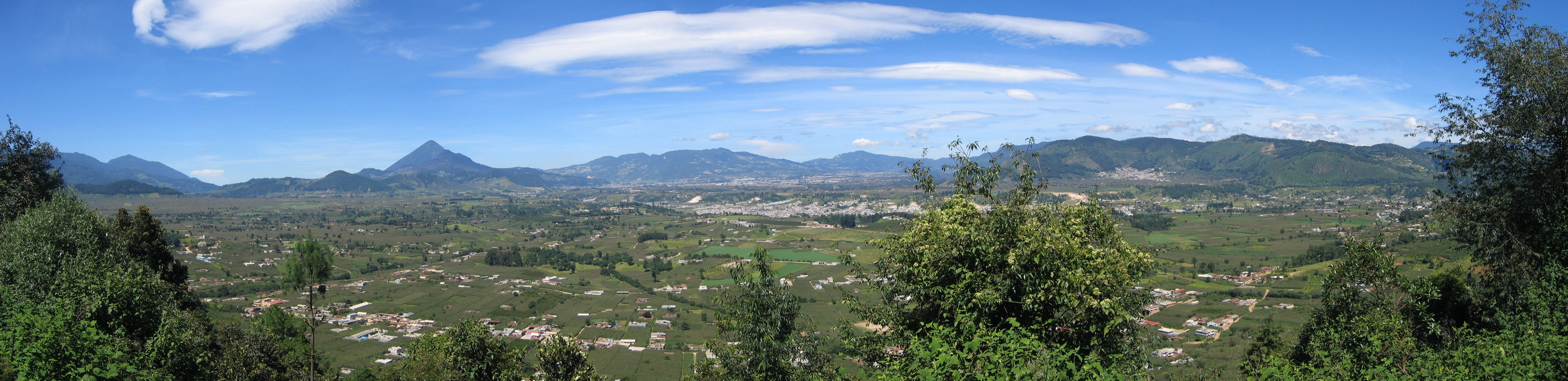
Zona montuosa del Guatemala, luogo in cui si sviluppò il regno Quiché

Guidati dal figlio di K'otujas', Quq'kumatz, anche i Nima K'iche lasciarono Pismachi insediandosi vicino a Q'umarkaj, "luogo delle canne marce". Quq'kumatz divenne noto come il più grande signore "Nagual" dei Quiché, e si dice che fosse capace di trasformarsi in serpente, aquila, giaguaro o perfino sangue. Poteva volare nel cielo o visitare il mondo sotterraneo, Xibalba. Con l'aiuto dei Caqchikel espansero il territorio Quiché verso nord, combattendo un popolo chiamato Q'oja. Dopo aver vinto la battaglia ed averli sottomessi, Quq'kumatz sposò la figlia del loro signore. Egli la uccise e Quq'kumatz giurò di eliminare il genero con un esercito di soli 400 guerrieri. Quq'kumatz morì in battaglia ed il figlio K'iq'ab divenne re. La sua prima decisione fu di vendicare il padre. Il suo esercito rase al suolo la città degli Q'oja, uccidendone il re e catturandone il figlio. K'iq'ab recuperò le ossa del padre per dargli una degna sepoltura. Durante la sua prima campagna, K'iq'ab conquistò Sacapulas e Mam dello Zaculeu, e tutti i territori della valle di Antigua e della costa del Pacifico nell'area di Escuintla, entrando in territorio Pipil.
Attorno al 1470 scoppiò una rivolta contro il potere di K'iq'ab, sobillata dai suoi stessi soldati che miravano ad ottenere nuovi privilegi. Questa rivolta ebbe luogo durante una delle principali feste di Q'umarkaj e, nonostante siano stati uccisi numerosi signori ed ufficiali, non si riuscì ad eliminare K'iq'ab, il quale fu però costretto a fare altre concessioni ai guerrieri e a condividere le ricchezze con i figli. La rivolta causò la definitiva rottura tra Quiché e Caqchikel, che abbandonarono i Quiché per andare a fortificare la loro capitale Iximché.

### Declino e conquista
Nel periodo che seguì alla morte di K'iq'ab i Quiché si scontrarono spesso con i Caqchikel, i Tz'utujil, i Rabinal e i Pipil. Guidati da Tepepul i Quiché tentarono di attaccare Iximché, i cui abitanti erano indeboliti da una carestia ma i Caqchikel vennero a sapere del progettato attacco e sconfissero l'esercito Quiché. La guerra si protrasse fino al 1522, quando fu firmato un accordo di pace tra i due popoli. Nonostante i Quiché avessero riportato alcune vittorie, ad esempio contro i Rabinal ed i popoli della costa pacifica del Chiapas (Soconusco), i Quiché non raggiunsero l'egemonia che avevano avuto in tempi precedenti. A partire dal 1495 circa, l'impero azteco, al proprio culmine nel Messico centrale, iniziò ad influenzare le coste dell'oceano Pacifico e l'entroterra del Guatemala. A causa del tlatoani azteco Ahuitzotl, la provincia di Soconusco che pagava un tributo ai Quiché fu conquistata dagli Aztechi. Quando i primi commercianti pochteca aztechi arrivarono a Q'umarkaj, il re Quiché 7 Noj era talmente arrabbiato che ordinò loro di lasciare il regno e non tornare più. Nel 1510, quando gli emissari aztechi di Montezuma giunsero a Q'umarkaj per chiedere il tributo dai Quiché, questi si videro costretti ad accettare una sorta di vassallaggio. Dal 1510 al 1521 l'influenza azteca a Q'umarkaj aumentò, ed il signore Quiché 7 Noj dovette sposare due figlie del re azteco, cementandone ulteriormente il dominio. In questo periodo Q'umarkaj era anche nota come Utatlán, traduzione nahuatl del toponimo. Quando gli Aztechi furono sconfitti dagli spagnoli nel 1521, mandarono messaggeri al re Quiché che avrebbe dovuto prepararsi per la battaglia.

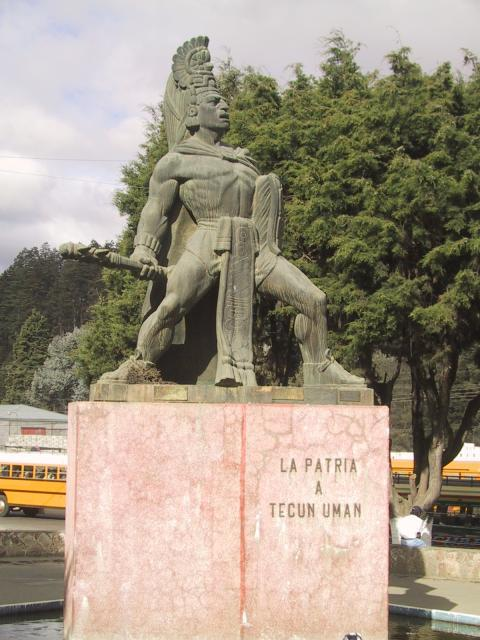
Statua di Tekum Uman nell'odierna Quetzaltenango

Prima dell'arrivo dell'esercito spagnolo, i Quiché furono decimati dalle malattie europee portate dai conquistadores nelle Americhe. I Caqchikel si allearono con gli spagnoli nel 1520, prima del loro arrivo in Guatemala, parlando loro dei loro nemici Quiché e chiedendo aiuto nei loro confronti. Cortés inviò messaggeri a Q'umarkaj chiedendo la sottomissione pacifica al dominio spagnolo, e la cessazione delle ostilità nei confronti dei Caqchikel. I Quiché rifiutarono e si prepararono per la battaglia.
Nel 1524 il conquistador Pedro de Alvarado giunse in Guatemala con 135 cavalieri, 120 fanti e 400 Aztechi, Tlaxcalteca e Cholultechi alleati. Promisero subito assistenza militare ai Caqchikel. I Quiché conoscevano bene gli spostamenti degli spagnoli grazie alla loro rete di spie. Quando gli spagnoli arrivano presso la città Quiché di Xelaju Noj (Quetzaltenango) il rappresentante Quiché del villaggio avvisò Q'umarkaj. I Quiché scelsero Tekum Uman, signore dei Totonicapán, come comandante contro gli spagnoli, ed egli fu ritualmente preparato per la battaglia. Lui ed i suoi 8 400 guerrieri affrontarono l'esercito spagnolo/aztecho/caqchikel a sud di Quetzalteango venendo sconfitti. Dopo altre perdite i Quiché offrirono agli spagnoli un vassallaggio invitandoli a Q'umarkaj. Con l'inganno Alvarado catturò gli emissari di Q'umarkaj e li fece bruciare vivi. Nominarono due Quiché di basso rango come regnanti fantoccio continuando a sottomettere le altre comunità Quiché della zona. Q'umarkaj fu saccheggiata e rasa al suolo per impedire ai Quiché di asserragliarsi di nuovo nella cittadella fortificata e la popolazione si spostò nella vicina Santa Cruz del Quiché.

## Organizzazione sociale
Nel tardo postclassico, la maggiore area del Q'umarkaj si stima abbia avuto 15 000 abitanti socialmente suddivisi tra i nobili e i loro vassalli. I nobili erano conosciuti come gli Ajaw, mentre i vassalli erano conosciuti come i k'ajol. I nobili erano i discendenti patrilineari dei condottieri fondatori, che apparivano come conquistatori della costa del Golfo intorno al 1200 e che alla fine persero la loro lingua originale adottando quella dei loro sudditi.